# Vakıfbank SK
Vakıfbank SK (turkiska: VakıfBank Spor Kulübü), är en volleybollklubb i Istanbul, Turkiet. Klubben bildades 2000 genom en sammanslagning av Güneş Sigorta SK, en klubb grundad 1986 och verksam i Istanbul med Vakıfbank SK, en klubb grundad 1988 av Vakıfbank och aktiv i Ankara.
Dess damlag har vunnit fyra klubbvärldsmästerskap. De har vunnit alla de tre stora europeiska cuperna i volleyboll (fyra CEV Champions League, en Top Teams Cup och en CEV Challenge Cup). I Turkiet har de vunnit tretton turkiska mästerskap (1992, 1993, 1997, 1998, 2004, 2005, 2013, 2014, 2016, 2018, 2019, 2021 och , 2022), sju turkiska cuper och fyra turkiska supercuper. Under perioden 23 oktober 2012 till 23 januari 2014 vann klubben 73 tävlingsmatcher i rad, vilket enligt Guiness rekordbok var världsrekord för volleybollklubblag (damer). Rekordet stod sig till 2021 då Imoco Volley slog det med 76 vunna matcher i rad. De bägge klubbarna räknas som de bästa i världen och möter ofta varandra i internationella mästerskapsfinaler.
Genom åren har klubben använt ett antal olika namn, baserat på vilka företag som namnsponsrat klubben. Det har, förutom Vakıfbank,  även Güneş Sigorta (till 2011) och Türk Telekom (2011-2012) gjort. Vid sammanslagning 2000 var både Vakıfbank SK och Güneş Sigorta SK elitlag i Sultanlar Ligi (högsta serien i seriesystemet inom turkisk volleyboll). Vid sammanslagning behölls verksamhet även i Ankara, under namnet Ankara VakıfBank SK. Det laget drog sig dock ur Sultanlar Ligi och spelade i stället i de lägre serierna. Detta lag slog sig 2012 samman med Karşıyaka SK med det nya namnet Ankara Karşıyaka SK och är sedan dess inte kopplad till Vakıfbank.
Klubbens hemmaarena är sedan säsongen 2017-2018 Vakıfbank Spor Sarayı. Elitlagets tränare sedan 2008, Giovanni Guidetti, är sedan 2017 även förbundskapten för Turkiets damlandslag i volleyboll. Bland klubbens namnkunniga spelare fanns bland andra Isabelle Haak till och med maj 2022.